# Vivallos Glacier
Vivallos Glacier är en glaciär i Antarktis. Den ligger i Västantarktis. Argentina, Chile och Storbritannien gör anspråk på området. Vivallos Glacier ligger 529 meter över havet.
Terrängen runt Vivallos Glacier är bergig åt sydost, men åt nordväst är den kuperad. Havet är nära Vivallos Glacier åt nordväst. Trakten är glest befolkad. Närmaste befolkade plats är Gonzalez Videla Station, 6,8 kilometer norr om Vivallos Glacier. 